# 克莱尼希
克莱尼希是德国莱茵兰-普法尔茨州的一个市镇。总面积20.31平方公里，总人口676人，其中男性346人，女性330人（2011年12月31日），人口密度33人/平方公里。